# Pestläkare

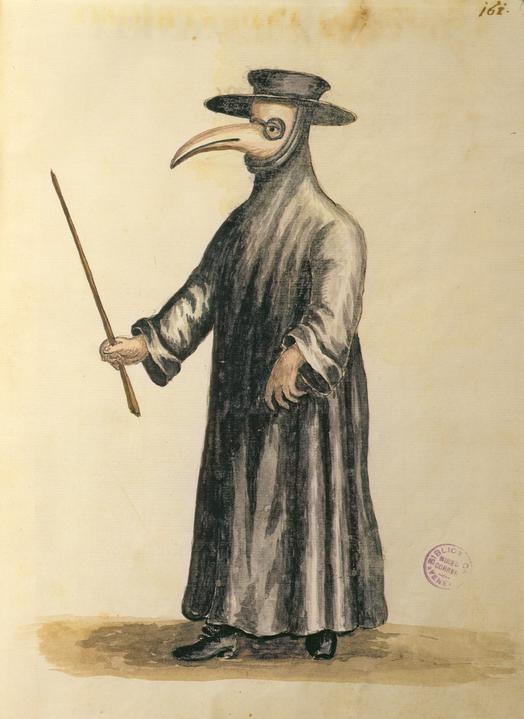
Pestläkare.

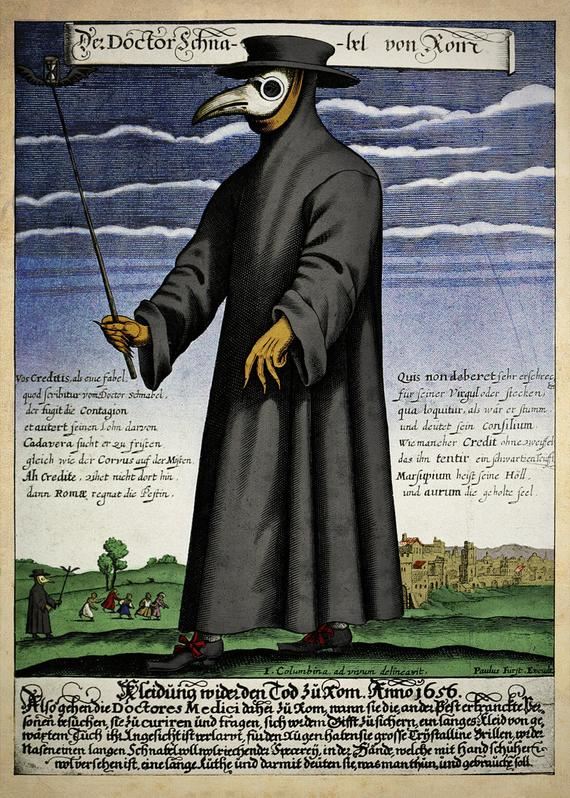
Pestläkare under 1600-talet.

Pestläkare eller pestdoktor kallades förr en läkare som försökte bota pestsjuka eller lindra deras lidande.

## Pestläkarens dräkt
Från början av 1600-talet bar pestläkarna ofta en dräkt som skydd mot smittan. Skyddsdräkten uppges ha skapats av Ludvig XIII:s hovläkare Charles de Lorme (1584–1678). Dräkten bestod av en fotsid, heltäckande dräkt med handskar samt en ansiktsmask, med en stor näbb framför näsan. Läkaren hade också en stav med vilken han höll pestpatienter på avstånd.
På kroppen bars en lång rock som ofta var insmord i vax, vilket man trodde gjorde så att sjukdomen skulle "halka av". Under rocken bars långbyxor och läderkängor, som tillsammans med tjocka läderhandskar gjorde det omöjligt att vidröra läkaren inuti dräkten. Till dräkten hörde också en stor hatt som ofta var nästan helt rund, som skulle skydda läkaren mot "dåligt ljus". Maskens ögonhål var täckta med mörkt, oftast rödfärgat glas som skulle filtrera bort detta "dåliga ljus", men även patientens blickar; man trodde att man kunde bli smittad bara genom att titta på en pestsjuk. 
Masken hade bara två små hål, liknande näsborrar, som satt på dess näbb. Denna näbb spändes fast med läderband och var fylld med exempelvis vinägerindränkta svampar samt örter och kryddor som fungerade som ett filter mot den dåliga luft, miasma, som man trodde att pesten smittade genom. Dofterna skyddade även från stanken från de döda kropparna. Det förekom även parfymkulor, pomandrar, som hölls för hand under näsan.
Näbbarnas längd varierade, men dess utseende var ofta inspirerad av en fågelnäbb. Dräkten var i sin helhet normalt svart, utom näbben som var vit eller gråaktig.

## Pestläkare i populärkultur
Pestläkaren är en av de mest välkända figurerna i karnevalen i Venedig.